# Scrittori greci e latini
Scrittori greci e latini ist eine von der Fondazione Lorenzo Valla (Arnoldo Mondadori Editore) veröffentlichte Reihe textkritischer Ausgaben von Autoren der griechischen und lateinischen Literatur und Philosophie. Die Bände enthalten jeweils neben einem kritisch bearbeiteten Text einen Apparat, eine Text- und Editionsgeschichte und eine italienische Übersetzung. Inhaltlich deckt sie das gesamte Spektrum der antiken und mittelalterliche Literatur, Philosophie und Theologie ab, einschließlich einer Auswahl einiger nicht-literarischer Texte. Die Reihe wurde 1974 begründet und von Piero Boitani sowie Francesco Sisti koordiniert. Es erscheinen durchschnittlich 4 Bände pro Jahr.

## Bisher erschienene Bände (zweisprachig Lateinisch / Griechisch – Italienisch)
- Sant’Agostino, Commento ai Salmi, herausgegeben von Manlio Simonetti, 1988.
- Sant’Agostino, Confessioni, herausgegeben von Patrice Cambronne, Gioachino Chiarini, Marta Cristiani, Jacques Fontaine, José Guirau, Goulven Madec, Jean Pépin, Luigi F. Pizzolato, Manlio Simonetti, Paolo Siniscalco und Aimé Solignac, Francesco Stella, 5 Bände, 1992–1997.
- Sant’Agostino, L’istruzione cristiana, herausgegeben von Manlio Simonetti, 1994.
- Sant’Agostino, Soliloqui, herausgegeben von Manlio Simonetti, 2016.
- Alessandro nel medioevo occidentale, herausgegeben von Piero Boitani, Corrado Bologna, Adele Cipolla und Mariantonia Liborio, Einführung von Peter Dronke, 1997.
- Anonimo, Le cose della guerra, herausgegeben von Andrea Giardina, 1989.
- Anonimo, Origine del popolo romano, herausgegeben von Giovanni D’Anna, 1992.
- Anonimo, Storia di Apollonio, Re di Tiro, herausgegeben von Giulio Vannini, 2018.
- Anonimo, Sul Sublime, herausgegeben von Stephen Halliwell, mit einer Untersuchung von Massimo Fusillo, Übersetzung Laura Lulli, 2021 (in Vorbereitung).
- L’Anticristo, Anthologie herausgegeben von Gian Luca Potestà und Marco Rizzi, 3 Bände, 2005–2019 (I: Il nemico dei tempi finali, 2005; II: Il figlio della perdizione, 2012; III: La scienza della fine. Testi dal XIII al XV secolo, 2019).
- Apocalisse di Giovanni, herausgegeben von Edmondo Lupieri, 1999.
- Apollodoro, I miti greci (Biblioteca), herausgegeben von Paolo Scarpi, übersetzt von Maria Grazia Ciani, 1996.
- Apuleio, Metamorfosi, Band I (Bücher I-III) herausgegeben von Luca Graverini und Lara Nicolini, 2019 (4 Bände voraussichtlich).
- Arcana Mundi, Anthologie herausgegeben von Georg Luck, 2 Bände, 1997–1999.
- Aristofane, Le donne dell’assemblea, herausgegeben von Massimo Vetta, übersetzt von Dario Del Corno, 1989.
- Aristofane, Le donne alle Tesmoforie, herausgegeben von Carlo Prato, übersetzt von Dario Del Corno, 2001.
- Aristofane, Le nuvole, herausgegeben von Giulio Guidorizzi, Einführung und Übersetzung von Dario Del Corno, 1996.
- Aristofane, Le rane, herausgegeben von Dario Del Corno, 1985.
- Aristofane, Lisistrata, herausgegeben von Franca Perusino, übersetzt von Simone Beta, 2020.
- Aristofane, Gli uccelli, herausgegeben von Giuseppe Zanetto, Einführung und Übersetzung von Dario Del Corno, 1987.
- Aristotele, Dell’arte poetica, herausgegeben von Carlo Gallavotti, 1974.
- Aristotele, Politica. Band I (Bücher I-IV), Einführung von Luciano Canfora und Richard Kraut, Kommentar von Trevor J. Saunders und Richard Robinson, 2014; Band II (Bücher V-VIII), Kommentar von David Keyt und Richard Kraut, 2015.
- Aristotele, Costituzione degli Ateniesi, Einführung und Kommentar von Peter J. Rhodes, Übersetzung Andrea Zambrini, 2016.
- Arriano, Anabasi di Alessandro, herausgegeben von Francesco Sisti und Andrea Zambrini, 2 Bände, 2001–2004.
- Atti e passioni dei martiri, herausgegeben von Antoon A. R. Bastiaensen, A. Hilhorst, G. A. A. Kortekaas, A. P. Orbán und M. M. van Assendelft, übersetzt von Gioachino Chiarini, Giuliana Lanata und Silvia Ronchey, 1987.
- Basilio di Cesarea, Sulla Genesi (omelie sull’Esamerone), herausgegeben von Mario Naldini, 1990.
- Beda, Storia degli inglesi, herausgegeben von Michael Lapidge, übersetzt von Paolo Chiesa, 2 Bände, 2008–2010.
- Bonvesin de la Riva, Le meraviglie di Milano, herausgegeben von Paolo Chiesa, 2009.
- La caduta di Costantinopoli, Band I: Le testimonianze dei contemporanei und Band II: L’eco nel mondo, herausgegeben von Agostino Pertusi, 2 Bände, 1976.
- Catullo, Le poesie, herausgegeben von Francesco Della Corte, 1977.
- Il Cristo. Testi teologici e spirituali, herausgegeben von Claudio Leonardi, Antonio Orbe und Manlio Simonetti, 5 Bände, 1985-92.
- Quinto Curzio Rufo, Storie di Alessandro Magno, herausgegeben von John E. Atkinson und Tristano Gargiulo, 2 Bände, 1998–2000
- Democrazia: la nascita, il consolidamento, i consensi, Einführung, Übersetzung und Kommentar von Donato Loscalzo, 2021 (in Vorbereitung).
- Democrazia: la crisi e le reazioni, vol. I, Einführung, Übersetzung und Kommentar von Donato Loscalzo (in Vorbereitung).
- Detti islamici di Gesù, herausgegeben von Sabino Chialà, übersetzt von Ignazio De Francesco, 2009.
- Empedocle, Poema fisico e lustrale, herausgegeben von Carlo Gallavotti, 1975.
- Eraclito, I frammenti e le testimonianze, herausgegeben von Carlo Diano und Giuseppe Serra, 1980.
- Erodoto, Le storie, herausgegeben von David Asheri, Aldo Corcella, Augusto Fraschetti, Alan B. Lloyd, Silvio M. Medaglia, Giuseppe Nenci und Pietro Vannicelli, 11 Bände, 1977–2017 (Buch VIII: La battaglia di Salamina, 1977; Buch IX: La sconfitta dei Persiani, 1978; Buch I: La Lidia e la Persia, 1988; Buch IV: La Scizia e la Libia, 1993; Buch V: La rivolta della Ionia, 1994; Buch VI: La battaglia di Maratona, 1998; Buch II: L’Egitto, 1999; Buch III: La Persia, 2000; Buch VIII: La vittoria di Temistocle, 2003; Buch IX: La battaglia di Platea, 2006; Buch VII: Serse e Leonida, 2017).
- Esiodo, Teogonia, herausgegeben von Gabriella Ricciardelli, 2018.
- Euripide, Baccanti, herausgegeben von Giulio Guidorizzi, 2020 (erster Band zu den Tragödien des Autors).
- Euripide, Elena, herausgegeben von Barbara Castiglioni, 2021 (in Vorbereitung, 2 Bände).
- Fedro, Favole, herausgegeben von Caterina Mordeglia, 2021 (in Vorbereitung).
- Flavio Giuseppe, La guerra giudaica, herausgegeben von Giovanni Vitucci, 2 Bände, 1978.
- Giuliano imperatore, Alla madre degli dei e altri discorsi, herausgegeben von Jacques Fontaine, Carlo Prato und Arnaldo Marcone, 1987.
- Gregorio Magno, Storie di santi e di diavoli (Dialoghi), herausgegeben von Salvatore Pricoco und Manlio Simonetti, 2 Bände, 2005–2006.
- Gregorio di Nissa, La vita di Mosè, herausgegeben von Manlio Simonetti, 1984.
- Gregorio di Tours, La storia dei Franchi, herausgegeben von Massimo Oldoni, 1981.
- Guglielmo di Rubruck, Viaggio in Mongolia, herausgegeben von Paolo Chiesa, 2011.
- Inni omerici, herausgegeben von Filippo Càssola, 1975.
- Inni orfici, herausgegeben von Gabriella Ricciardelli, 2000.
- La leggenda di Roma, herausgegeben von Andrea Carandini, übersetzt von Lorenzo Argentieri, 4 Bände, 2006–2014.
  - Vol. I: Dalla nascita dei gemelli alla fondazione della città, 2006.
  - Vol. II: Dal ratto delle donne al Regno di Romolo e Tito Tazio, 2010.
  - Vol. III: La Costituzione, 2011.
  - Vol. IV: Dalla morte di Tito Tazio alla fine di Romolo, 2014.
- La letteratura francescana, herausgegeben von Claudio Leonardi, Kommentar von Daniele Solvi, Band I. 2004; Band II. 2005; Band III. 2012; Band IV. 2013; Band V. Mistica, herausgegeben von Francesco Santi, 2016 (6 Bände voraussichtlich).
- Liutprando, Antapodosis, herausgegeben von Paolo Chiesa und mit einer Einführung von Girolamo Arnaldi, 2015.
- Il manicheismo, herausgegeben von Gherardo Gnoli und anderen, 3 Bände, 2003-08 (4. Band in Vorbereitung).
- Marco Manilio, Il poema degli astri (Astronomica), herausgegeben von Simonetta Feraboli, Enrico Flores und Riccardo Scarcia, 2 Bände, 1996–2001.
- Massimiano, Elegie, herausgegeben von Emanuele Riccardo D’Amanti, 2020.
- Niceta Coniata, Grandezza e catastrofe di Bisanzio (Narrazione cronologica), herausgegeben von Alexander P. Kazhdan, Jan-Louis van Dieten, Riccardo Maisano und Anna Pontani, 3 Bände, Band I 1994 (vergriffen); Band II 1999; Band III 2014 - komplette Neuausgabe von Band 1, herausgegeben von J.-L. van Dieten und Anna Pontani, Einführung von Guglielmo Cavallo, 2017.
- Omero, Odissea, herausgegeben von Manuel Fernández-Galiano, John Bryan Hainsworth, Alfred Heubeck, Arie Hoekstra, Joseph Russo und Stephanie West, übersetzt von Giuseppe Aurelio Privitera, 6 Bände, 1981–1986.
- Origene, Omelie sul Cantico dei cantici, herausgegeben von Manlio Simonetti, 1998.
- Paolo Orosio, Le storie contro i pagani, herausgegeben von Adolf Lippold, 2 Bände, 1976.
- Ovidio, L’arte di amare, herausgegeben von Emilio Pianezzola, übersetzt von E. Pianezzola, Gianluigi Baldo und Lucio Cristante, 1991.
- Ovidio, Metamorfosi, herausgegeben von Alessandro Barchiesi, Einführung von Charles Segal, übersetzt von Ludovica Koch und Gioachino Chiarini, Kommentar von A. Barchiesi, Philip Hardie, Edward J. Kennedy, Joseph D. Reed und Gianpiero Rosati, 6 Bände, 2005–2015 (Band I: Bücher I-II, 2005; Band II: Bücher III-IV, 2007; Band III: Bücher V-VI, 2009; Band IV: Bücher VII-IX, 2011; Band V: Bücher X-XII, 2013; Band VI: Bücher XIII-XV, 2015).
- Palladio, La storia Lausiaca, herausgegeben von Gerard J. M. Bartelink, Einführung von Christine Mohrmann, übersetzt von Marino Barchiesi, 1974.
- Paolo Diacono, Storia dei Longobardi, herausgegeben von Lidia Capo, 1992.
- Le parole dimenticate di Gesù, Anthologie, herausgegeben von Mauro Pesce, 2004.
- Pausania, Guida della Grecia, herausgegeben von Luigi Beschi, Gianfranco Maddoli, Mauro Moggi, Domenico Musti, Massimo Nafissi, Massimo Osanna, Vincenzo Saladino und Mario Torelli, 10 Bände, 1982–2017 (I: L’Attica, 1982; II: La Corinzia e l’Argolide, 1986; III: La Laconia, 1991; IV: La Messenia, 1991; V: L’Elide e Olimpia (Teil 1), 1995; VI: L’Elide e Olimpia (Teil 2), 1999; VII: L’Acaia, 2000; VIII: L’Arcadia, 2003; IX: La Beozia, 2010; X: Delfi e la Focide, herausgegeben von Umberto Bultrighini und Mario Torelli, 2017).
- Pindaro, Le Istmiche, herausgegeben von Giuseppe Aurelio Privitera, 1982.
- Pindaro, Le Nemee, herausgegeben von Maria Cannatà Fera, 2020.
- Pindaro, Le Pitiche, herausgegeben von Bruno Gentili, mit einem Kommentar von Bruno Gentili, Paola Angeli Bernardini, Ettore Cingano und Pietro Giannini, 1995.
- Pindaro, Le Olimpiche, herausgegeben von Bruno Gentili, mit einem Kommentar von Carmine Catenacci, Pietro Giannini und Liana Lomiento, 2013.
- Platone, Fedro, herausgegeben von Giovanni Reale, 1998.
- Platone, Lettere, herausgegeben von Margherita Isnardi Parente, übersetzt von Maria Grazia Ciani, 2002.
- Platone, Simposio, herausgegeben von Giovanni Reale, 2001.
- Plutarco, Le vite di Arato e di Artaserse, herausgegeben von Mario Manfredini und Domenica Paola Orsi, 1987.
- Plutarco, Le vite di Cimone e di Lucullo, herausgegeben von Carlo Carena, Mario Manfredini und Luigi Piccirilli, 1990.
- Plutarco, Le vite di Demetrio e di Antonio, herausgegeben von Luigi Santi Amantini, Carlo Carena und Mario Manfredini, 1995.
- Plutarco, Le vite di Licurgo e di Numa, herausgegeben von Mario Manfredini und Luigi Piccirilli, 1980.
- Plutarco, Le vite di Lisandro e di Silla, herausgegeben von Maria Gabriella Angeli Bertinelli, Mario Manfredini, Luigi Piccirilli und Giuliano Pisani, 1997.
- Plutarco, Le vite di Nicia e di Crasso, herausgegeben von Maria Gabriella Angeli Bertinelli, Carlo Carena, Mario Manfredini und Luigi Piccirilli, 1993.
- Plutarco, La vita di Solone, herausgegeben von Mario Manfredini und Luigi Piccirilli, 1977.
- Plutarco, Le vite di Temistocle e di Camillo, herausgegeben von Carlo Carena, Mario Manfredini und Luigi Piccirilli, 1983.
- Plutarco, Le vite di Teseo e di Romolo, herausgegeben von Carmine Ampolo und Mario Manfredini, 1988.
- La preghiera dei Cristiani, herausgegeben von Salvatore Pricoco und Manlio Simonetti, 2000.
- Michele Psello, Imperatori di Bisanzio, herausgegeben von Ugo Criscuolo, Dario Del Corno, Salvatore Impellizzeri und Silvia Ronchey, 2 Bände, 1984.
- Pseudo-Senofonte, Costituzione degli Ateniesi, Einführung, Übersetzung und Kommentar, herausgegeben von Giuseppe Serra, mit einer Einleitung von Luciano Canfora, 2018.
- La regola di San Benedetto e le regole dei Padri, herausgegeben von Salvatore Pricoco, 1995.
- Le religioni dei Misteri, herausgegeben von Paolo Scarpi und Benedetta Rossignoli, 2 Bände, 2002.
- La rivelazione segreta di Ermete Trismegisto, herausgegeben von Paolo Scarpi, 2 Bände, 2010–2011.
- Rodolfo il Glabro, Cronache dell’anno Mille (Storie), herausgegeben von Guglielmo Cavallo und Giovanni Orlandi, 1989.
- Rolandino, Vita e morte di Ezzelino III da Romano (Cronaca), herausgegeben von Flavio Fiorese, 2004.
- Il Romanzo di Alessandro, herausgegeben von Richard Stoneman, übersetzt von Tristano Gargiulo, I. 2007, II. 2012 (voraussichtlich 3 Bände).
- Giovanni Scoto, Omelia sul Prologo di Giovanni, herausgegeben von Marta Cristiani, 1987.
- Giovanni Scoto, Sulle nature dell’universo (Periphyseon), herausgegeben von Peter Dronke, übersetzt von Michela Pereira, Band I. 2012, Band II. 2013, Band III. 2014, Band IV. 2016, Band V. 2017.
- Seguendo Gesù. Testi cristiani delle origini, 2 Bände, herausgegeben von Emanuela Prinzivalli und Manlio Simonetti, I. 2010, II. 2015.
- Seneca, Ricerche sulla natura, herausgegeben von Piergiorgio Parroni, 2002.
- Sofocle, Edipo a Colono, herausgegeben von Guido Avezzù und Giulio Guidorizzi, übersetzt von Giovanni Cerri, 2008.
- Sofocle, Elettra, herausgegeben von Francis Dunn und Liana Lomiento, Übersetzung von Bruno Gentili, 2019.
- Sofocle, Filottete, herausgegeben von Guido Avezzù und Pietro Pucci, übersetzt von Giovanni Cerri, 2003.
- Teodulfo d’Orléans, Contro i giudici, (demnächst).
- Testi gnostici in lingua greca e latina, herausgegeben von Manlio Simonetti, 1993.
- Tibullo, Le elegie, herausgegeben von Francesco Della Corte, 1980.
- Claudio Tolomeo, Le previsioni astrologiche (Tetrabiblos), herausgegeben von Simonetta Feraboli, 1985.
- Trattati d’amore cristiani del XII secolo, herausgegeben von Francesco Zambon, 2 Bände, 2007–2008.
- Lorenzo Valla, L’arte della grammatica, herausgegeben von Paola Casciano, 1990.
- Il viaggio dell’anima, herausgegeben von Manlio Simonetti, Giuseppe Bonfrate und Piero Boitani, 2007.
- Virgilio, Eneide, herausgegeben von Ettore Paratore, übersetzt von Luca Canali, 6 Bände, 1978–1983.
- Vita di Antonio (Atanasio di Alessandria etc.), herausgegeben von Gerard J. M. Bartelink, Einführung von Christine Mohrmann, übersetzt von Pietro Citati und Salvatore Lilla, 1974.
- Vita di Cipriano, vita di Ambrogio, vita di Agostino (Ponzio di Cartagine-Paolino-Possidio), herausgegeben von Antoon A. R. Bastiaensen, Einführung von Christine Mohrmann, übersetzt von Luca Canali und Carlo Carena, 1975.
- Vita di Martino, vita di Ilarione, in memoria di Paola, (Sulpicio Severo, Girolamo) herausgegeben von Antoon A. R. Bastiaensen und Jan W. Smit, Einführung von Christine Mohrmann, übersetzt von Luca Canali und Claudio Moreschini, 1975.